# Liste der Kulturdenkmale in Hötensleben

Wappen von Hötensleben

In der Liste der Kulturdenkmale in Hötensleben sind alle Kulturdenkmale der Gemeinde Hötensleben (Landkreis Börde) und ihrer Ortsteile aufgelistet. Grundlage ist das Denkmalverzeichnis des Landes Sachsen-Anhalt, das auf Basis des Denkmalschutzgesetzes des Landes Sachsen-Anhalt vom 21. Oktober 1991 durch das Landesamt für Denkmalpflege und Archäologie Sachsen-Anhalt erstellt und seither laufend ergänzt wurde (Stand: 31. Dezember 2019).

## Kulturdenkmale nach Ortsteilen

### Hötensleben
| Lage                                                                                               | Bezeichnung                              | Beschreibung | Erfassungs- nummer | Ausweisungsart | Bild                                     |
| -------------------------------------------------------------------------------------------------- | ---------------------------------------- | --- | ------------------ | -------------- | ---------------------------------------- |
| (Karte)                                                                                            | Wegweiser                                | Meilenstein | 094 56507          | Baudenkmal     | BW                                       |
| Ackerwinkel (Karte)                                                                                | Bauernstein                              | |                    | Kleindenkmal   | BW                                       |
| Ackerwinkel 1 (Karte)                                                                              | Pfarrhof Hötensleben                     | | 094 56158          | Baudenkmal     | Pfarrhof Hötensleben                     |
| Ackerwinkel 2, 3 (Karte)                                                                           | Straßenzeile Ackerwinkel 2, 3            | aus großen ortstypischen Bauernhöfen bestehende geschlossene Straßenzeile | 094 55886          | Denkmalbereich | Straßenzeile Ackerwinkel 2, 3            |
| Ackerwinkel, Bahnhofstraße (Karte)                                                                 | Sankt-Bartholomäus-Kirche                | Die Kirche Sankt Bartholomäus wurde um 1500 erbaut. Zwischen 1675 und 1680 wurde die Kirche umgebaut. Die Innenausstattung im barocken Stil stammt aus der Zeit von 1678 bis 1680. | 094 56123          | Baudenkmal     | Sankt-Bartholomäus-Kirche                |
| Auf dem Amt 1, 2, 3, 4, 5, 6, 8 (Karte)                                                            | Burg Hötensleben                         | auf das Mittelalter zurückgehende Burganlage | 094 56135          | Baudenkmal     | Burg Hötensleben                         |
| Bahnhofstraße (Karte)                                                                              | Denkmal                                  | als Obelisk gestaltetes Denkmal von 1903; Kaiser-Wilhelm-Denkmal | 094 56127          | Baudenkmal     | Denkmal                                  |
| Bahnhofstraße (Karte)                                                                              | Kriegerdenkmal Hötensleben               | Kriegerdenkmal für die Gefallenen der Kriege von 1866 und 1870/71 | 094 56506          | Baudenkmal     | Weitere Bilder                           |
| Bahnhofstraße 6 (Karte)                                                                            | Landgasthof zum alten Brauhaus           | Gasthof mit kleiner Brauerei | 094 56149          | Baudenkmal     | Landgasthof zum alten Brauhaus           |
| Bäckerstraße 9 (Karte)                                                                             | Wohn- und Geschäftshaus Bäckerstraße 9   | Wohn- und Geschäftshaus aus dem 19. Jahrhundert | 094 56133          | Baudenkmal     | Wohn- und Geschäftshaus Bäckerstraße 9   |
| Bäckerstraße 13, 16, 17, 20 (Karte)                                                                | Straßenzeile Bäckerstraße 13, 16, 17, 20 | Straßenzeile mit Gebäuden aus dem 18. und 19. Jahrhundert | 094 56143          | Denkmalbereich | Straßenzeile Bäckerstraße 13, 16, 17, 20 |
| Friedhofstraße (Karte)                                                                             | Friedhof                                 | | 094 55885          | Baudenkmal     | BW                                       |
| Ganderberg 2, Gerichtsstraße 2, Poststraße 7, 8, 9, 11, 12 (Karte)                                 | Häusergruppe                             | | 094 56147          | Denkmalbereich | BW                                       |
| Gerichtsstraße 1 (Karte)                                                                           | Wohnhaus                                 | | 094 56132          | Baudenkmal     | BW                                       |
| Gerichtsstraße 4 (Karte)                                                                           | Wohnhaus                                 | | 094 56145          | Baudenkmal     | BW                                       |
| Gerichtsstraße 12 (Karte)                                                                          | Amtsgericht Hötensleben                  | Gerichtsgebäude von 1879 | 094 56144          | Baudenkmal     | Amtsgericht Hötensleben                  |
| Hinter dem Amt 3, 4 (Karte)                                                                        | Wohnhaus                                 | | 094 56151          | Baudenkmal     | BW                                       |
| Hospitalstraße 1 (Karte)                                                                           | Hospital                                 | | 094 56124          | Baudenkmal     | BW                                       |
| Im Winkel 13, 14, 16 (Karte)                                                                       | Häusergruppe                             | | 094 56157          | Denkmalbereich | BW                                       |
| Kirchstraße (Karte)                                                                                | Sankt Josef und Sankt Augustinus         | Kirche | 094 56148          | Baudenkmal     | Weitere Bilder                           |
| Ohrslebener Straße 14 (Karte)                                                                      | Gutshaus                                 | | 094 56150          | Baudenkmal     | BW                                       |
| Poststraße 12 (Karte)                                                                              | Postamt Hötensleben                      | | 094 98355          | Baudenkmal     | BW                                       |
| Schulstraße 20 C (Karte)                                                                           | Schule                                   | | 094 56140          | Baudenkmal     | BW                                       |
| Schöninger Straße westlich und nördlich der Ortschaft bzw. an diese unmittelbar angrenzend (Karte) | Grenzdenkmal Hötensleben                 | Grenzsicherungsanlage | 094 56155          | Baudenkmal     | Grenzdenkmal Hötensleben                 |
| Steinweg 5 (Karte)                                                                                 | Wohn- und Geschäftshaus                  | | 094 56129          | Baudenkmal     | BW                                       |
| Steinweg 7 (Karte)                                                                                 | Wohnhaus                                 | | 094 56130          | Baudenkmal     | BW                                       |
| Steinweg 33 (Karte)                                                                                | Wohnhaus                                 | | 094 56131          | Baudenkmal     | BW                                       |
| Steinweg 35 (Karte)                                                                                | Bauernhof Steinweg 35                    | Vierseitenhof vom Ende des 19. Jahrhunderts | 094 56126          | Baudenkmal     | Bauernhof Steinweg 35                    |
| Steinweg 37 (Karte)                                                                                | Wohnhaus                                 | | 094 56125          | Baudenkmal     | BW                                       |
| Stockworth 7 (Karte)                                                                               | Wohnhaus                                 | | 094 56139          | Baudenkmal     | BW                                       |
| Teichstraße 3 (Karte)                                                                              | Wohnhaus                                 | | 094 56154          | Baudenkmal     | BW                                       |
| Teichstraße 4 (Karte)                                                                              | Wohnhaus Teichstraße 4                   | Wohnhaus in Fachwerkbauweise aus dem 18. Jahrhundert | 094 56153          | Baudenkmal     | Wohnhaus Teichstraße 4                   |
| Vor dem Amt 3, 5, 7, 8, 9 (Karte)                                                                  | Straßenzug Vor dem Amt 3, 5, 7–9         | Straßenzug | 094 56136          | Denkmalbereich | Straßenzug Vor dem Amt 3, 5, 7–9         |
| Wallstraße 9 (Karte)                                                                               | Wohnhaus Wallstraße 9                    | zweigeschossiges Fachwerkhaus | 094 56134          | Baudenkmal     | Wohnhaus Wallstraße 9                    |

### Barneberg
| Lage                                                    | Bezeichnung    | Beschreibung | Erfassungs- nummer | Ausweisungsart | Bild   |
| ------------------------------------------------------- | -------------- | --- | ------------------ | -------------- | ------ |
| links der Straße von Barneberg nach Hamersleben (Karte) | Warte          | Die Warte wurde wahrscheinlich um 1167 erbaut. In diesem Jahr kämpfte der Pfalzgraf Adalbert II. von Sommerschenburg gegen den Bischof von Halberstadt. | 094 56492          | Baudenkmal     | Warte  |
| Ernst-Thälmann-Straße 11 (Karte)                        | Wohnhaus       | | 094 55871          | Baudenkmal     | BW     |
| Ernst-Thälmann-Straße 19 (Karte)                        | Bauernhof      | abgerissen | 094 56483          | Baudenkmal     | BW     |
| Ernst-Thälmann-Straße 21 (Karte)                        | Wohnhaus       | Hof Detlefs | 094 55872          | Baudenkmal     | BW     |
| Ernst-Thälmann-Straße 23, 25 (Karte)                    | Gutshof        | | 094 56485          | Baudenkmal     | BW     |
| Kirchberg (Karte)                                       | Kirche         | | 094 56487          | Baudenkmal     | Kirche |
| Kirchberg 16 (Karte)                                    | Wohnhaus       | | 094 56488          | Baudenkmal     | BW     |
| Kirchberg 27 (Karte)                                    | Bauernhof      | | 094 55870          | Baudenkmal     | BW     |
| Lange Straße 4 (Karte)                                  | Wohnhaus       | | 094 56490          | Baudenkmal     | BW     |
| Rudolf-Breitscheid-Straße 36, 37 (Karte)                | Wohnhaus       | | 094 56491          | Baudenkmal     | BW     |
| Üplinger Weg (Karte)                                    | Kriegerdenkmal | | 094 56494          | Baudenkmal     | BW     |
| Üplinger Weg 1a, 2 (Karte)                              | Wohnhaus       | | 094 56495          | Baudenkmal     | BW     |

### Caroline
| Lage    | Bezeichnung | Beschreibung | Erfassungs- nummer | Ausweisungsart | Bild |
| ------- | ----------- | ------------ | ------------------ | -------------- | ---- |
| (Karte) | Villa       |              | 094 56496          | Baudenkmal     | BW   |

### Kauzleben
| Lage                                                           | Bezeichnung  | Beschreibung | Erfassungs- nummer | Ausweisungsart | Bild |
| -------------------------------------------------------------- | ------------ | --- | ------------------ | -------------- | ---- |
| (Karte)                                                        | Park         | Der Park wurde im dritten Viertel des 19. Jahrhunderts von der Familie Kauzleben angelegt. Die Villa im Park wurde 1975/1977 abgerissen. Im Park steht ein Mausoleum für die Familie Kauzleben, das Mausoleum wurde nach einem Selbstmord 1880 errichtet. | 094 55687          | Baudenkmal     | BW   |
| Kauzleben                                                      | Betsaal      | | 094 98581          | Baudenkmal     |      |
| Kauzleben 17 (Karte)                                           | Wohnhaus     | | 094 55689          | Baudenkmal     | BW   |
| Kauzleben 18, 19, 20, 21, 22 (Karte)                           | Häusergruppe | | 094 55690          | Baudenkmal     | BW   |
| Kauzleben 4, 5, 6, 7, 8, 9, 10, 11, 12, 13, 14, 15, 16 (Karte) | Siedlung     | | 094 98580          | Denkmalbereich | BW   |

### Neubau
| Lage                    | Bezeichnung  | Beschreibung                   | Erfassungs- nummer | Ausweisungsart | Bild |
| ----------------------- | ------------ | ------------------------------ | ------------------ | -------------- | ---- |
| Dorfstraße 3, 4 (Karte) | Häusergruppe | Die Häuser wurden 1901 erbaut. | 094 56260          | Denkmalbereich | BW   |

### Ohrsleben
| Lage | Bezeichnung  | Beschreibung | Erfassungs- nummer | Ausweisungsart | Bild |
| --- | ------------ | --- | ------------------ | -------------- | ---- |
| Fachwerkstraße 4 (Karte) | Bauernhof    | | 094 56417          | Baudenkmal     | BW   |
| Fachwerkstraße 2, 4, 5, 6, 8, 9, 10, Geschwister-Scholl-Straße 1, 2, 3, Nordgarten 3, 7, Schmiedewinkel 1, 2, Söllinger Straße 1, Straße der Freundschaft 1, 2, 3, 4, 5, 6, 7, 8, 9 (Karte) | Ortskern     | Diese Häuser bilden den Ortskern von Ohrsleben. An den Straßen stehen in der Hauptsache Wohnhäuser und Wirtschaftsgebäude aus dem 18. und 19. Jahrhundert. Zum Ortskern gehört auch der Gasthof und der Pfarrhof. | 094 56415          | Denkmalbereich | BW   |
| Geschwister-Scholl-Straße 1, 4 (Karte) | Häusergruppe | Häusergruppe, 2019 als Denkmal ausgewiesen. | 107 55025          |                | BW   |
| Geschwister-Scholl-Straße 4 (Karte) | Bauernhof    | Der Zentralhof wurde im 19. Jahrhundert erbaut. | 107 55008          | Baudenkmal     | BW   |
| Große Bergstraße 10, 11 (Karte) | Häusergruppe | Diese Häusergruppe ist im 19. Jahrhundert entstanden. Es sind zweigeschossige, lange Fachwerkhäuser mit Krüppelwalmdächern. | 094 56418          | Denkmalbereich | BW   |
| Große Bergstraße 21 (Karte) | Bauernhof    | Der Hof ist um 1730 entstanden. | 094 56419          | Baudenkmal     | BW   |
| Straße der Freundschaft 3 (Karte) | Pfarrhof     | | 094 56412          | Baudenkmal     | BW   |
| Straße der Freundschaft 14 (Karte) | Bauernhof    | | 094 56413          | Baudenkmal     | BW   |
| Straße der Freundschaft 20, 22, 24, 26, 27 (Karte) | Straßenzeile | | 094 56416          | Denkmalbereich | BW   |
| Straße der Freundschaft 22 (Karte) | Bauernhof    | | 094 98500          | Baudenkmal     | BW   |
| Straße der Freundschaft 28 (Karte) | Bauernhof    | | 094 56421          | Baudenkmal     | BW   |
| Söllinger Straße (Karte) | Kirche       | Die Kirche St. Stephanus in Ohrsleben trägt auf der Südseite die Inschrift 1555, das wahrscheinliche Baujahr. Die Kirche besteht aus einem Westturm und einen rechteckigen Schiff. Im Inneren befinden sich ein Kanzelaltar aus dem Jahr 1832 und die Emporen aus dem gleichen Jahr. In den Jahren 1926/1927 wurden die Wände mit gelben Quardern bemalt. Die Decke ist balu bemalt und zeigt Sterne und in der Mitt eine Medaillon. Zu der Kirche gehört an der Südseite ein Kriegerdenkmal. | 094 56306          | Baudenkmal     | BW   |
| Söllinger Straße 1, 2 (Karte) | Bauernhof    | | 094 56410          | Baudenkmal     | BW   |

### Wackersleben
| Lage | Bezeichnung         | Beschreibung | Erfassungs- nummer | Ausweisungsart | Bild |
| --- | ------------------- | --- | ------------------ | -------------- | ---- |
| Alte Ohrsleber Straße 3 (Karte)                                                                             | Molkerei            | Die Molkerei wurde im Jahr 1899 erbaut. | 094 56558          | Baudenkmal     | BW   |
| Bergstraße 3 (Karte)                                                                                        | Gutshaus            | | 094 56374          | Baudenkmal     | BW   |
| Gartenstraße (Karte)                                                                                        | Feierhalle          | Die Feierhalle befindet sich auf dem Friedhof. | 094 56359          | Baudenkmal     | BW   |
| Gartenstraße 2, 3, 4, 5, 6, Große Straße 1, 2, 3, 4, 5, 6, 7, 8, 9, 17, 19, 25, 26, 28, 28a, 29, 30 (Karte) | Straßenzug          | In der Straße, beginnend bei der Kirche, befinden sich große Häuser aus der zweiten Hälfte des 19. Jahrhunderts. Dazwischen finden sich aber immer wieder kleine Häuser aus dem 18. Jahrhundert.                                          | 094 56360          | Denkmalbereich | BW   |
| Große Straße (Karte)                                                                                        | Kirche              | | 094 56361          | Baudenkmal     | BW   |
| Große Straße (Karte)                                                                                        | Kriegerdenkmal      | | 094 56362          | Baudenkmal     | BW   |
| Große Straße 2 (Karte)                                                                                      | Pfarrhaus           | | 094 56364          | Baudenkmal     | BW   |
| Große Straße 7 (Karte)                                                                                      | Wohnhaus            | | 094 56365          | Baudenkmal     | BW   |
| Große Straße 12 (Karte)                                                                                     | Wohnhaus            | | 094 56366          | Baudenkmal     | BW   |
| Große Straße 17 (Karte)                                                                                     | Gutshaus            | | 094 56368          | Baudenkmal     | BW   |
| Große Straße 19 (Karte)                                                                                     | Gutshaus            | | 094 56369          | Baudenkmal     | BW   |
| Große Straße 1a (Karte)                                                                                     | Wohnhaus            | | 107 55007          | Baudenkmal     | BW   |
| Große Straße 23, 25 (Karte)                                                                                 | Gutshof             | | 094 56367          | Baudenkmal     | BW   |
| Große Straße 30 (Karte)                                                                                     | Wohnhaus            | | 094 56376          | Baudenkmal     | BW   |
| Kamp 1 (Karte)                                                                                              | Feuerwehrgerätehaus | Das Feuerwehrgerätehaus wurde 1935 erbaut. Südlich des Hauses stehe ein Schlauchturm. Das Haus ist ein zweigeschossiger Ziegelbau mit einem Walmdach. In dem unteren Geschoss befinden sich Garagen, im oberen Geschoss Mannschaftsräume. | 094 56375          | Baudenkmal     | BW   |
| Kamp 8 (Karte)                                                                                              | Villa               | Laut einer Inschriftentafel ist die Villa im Jahr 1887 erbaut worden. Das Haus hat einen hohen Sockel aus Bruchstein, darauf befindet sich ein eingeschossiger Ziegelbau.                                                                 | 094 56358          | Baudenkmal     | BW   |
| Kleine Straße 1 (Karte)                                                                                     | Bauernhof           | | 094 56371          | Baudenkmal     | BW   |

## Ehemalige Kulturdenkmale nach Ortsteilen
Die nachfolgenden Objekte waren ursprünglich ebenfalls denkmalgeschützt oder wurden in der Literatur als Kulturdenkmale geführt. Die Denkmale bestehen heute jedoch nicht mehr, ihre Unterschutzstellung wurde aufgehoben oder sie werden nicht mehr als Denkmale betrachtet.

### Hötensleben
| Lage                  | Bezeichnung | Beschreibung                                                                                          | Erfassungs- nummer | Ausweisungsart | Bild |
| --------------------- | ----------- | --- | ------------------ | -------------- | ---- |
| Teichstraße 5 (Karte) | Wohnhaus    | Nach einem genehmigten Abbruch wurde das Gebäude im Jahr 2018 aus dem Denkmalverzeichnis ausgetragen. | 094 56152          | Baudenkmal     | BW   |

### Wackersleben
| Lage                    | Bezeichnung | Beschreibung | Erfassungs- nummer | Ausweisungsart | Bild |
| ----------------------- | ----------- | --- | ------------------ | -------------- | ---- |
| Gartenstraße 9 (Karte)  | Wohnhaus    | Im Jahr 2018 wurde die Denkmaleigenschaft wegen Verfalls, Abbruchs aus bauordnungsrechtlichen Gründen oder ungenehmigter Veränderungen aberkannt. | 094 56373          | Baudenkmal     | BW   |
| Gartenstraße 13 (Karte) | Wohnhaus    | | 094 56370          | Baudenkmal     | BW   |

## Straßenumbenennung
Um doppelte Straßennamen in der Gemeinde Hötensleben zu vermeiden wurden folgende Straßen zum 1. Juli 2011 umbenannt:
Hötensleben: 
Alt: Gartenstraße – Neu: Alte Gartenstraße
Ortsteil Ohrsleben: 
Alt: Ackerwinkel – Neu: Ackerbogen; 
Alt: Bergstraße – Neu: Große Bergstraße; 
Alt: Friedensstraße – Neu: Fachwerkstraße; 
Alt: Gartenstraße – Neu: Nordgarten; 
Alt: Mühlenweg – Neu: Söllinger Straße 
Ortsteil Wackersleben: 
Alt: Ohrsleber Straße – Neu: Alte Ohrsleber Straße; 
Alt: Schulstraße – Neu: Kleine Straße; 
Alt: Teichstraße – Neu: Straße am Teich; 
Alt: Hamerslebener Straße – Neu: Hamerslebener Weg; 
Alt: Straße der Freundschaft – Neu: Große Straße
Die Hausnummern sind erhalten geblieben.

## Legende
In den Spalten befinden sich folgende Informationen:
- Lage: Nennt den Straßennamen und wenn vorhanden die Hausnummer des Kulturdenkmals. Die Grundsortierung der Liste erfolgt nach dieser Adresse. Der Link „Karte“ führt zu verschiedenen Kartendarstellungen und nennt die geographischen Koordinaten.
Link zu einem Kartenansichtstool, um Koordinaten zu setzen. In der Kartenansicht sind Baudenkmale ohne Koordinaten mit einem roten bzw. orangen Marker dargestellt und können in der Karte gesetzt werden. Baudenkmale ohne Bild sind mit einem blauen bzw. roten Marker gekennzeichnet, Baudenkmale mit Bild mit einem grünen bzw. orangen Marker.
- Offizielle Bezeichnung: Nennt den Namen, die Bezeichnung oder zumindest die Art des Kulturdenkmals und verlinkt, soweit vorhanden, auf den Artikel zum Objekt.
- Beschreibung: Nennt bauliche und geschichtliche Einzelheiten des Kulturdenkmals, vorzugsweise die Denkmaleigenschaften.
- Erfassungsnummer: Für jedes Kulturdenkmal wird in Sachsen-Anhalt eine 20stellige Erfassungsnummer vergeben. Die letzten zwölf Ziffern werden für die Untergliederung nach Teilobjekten genutzt und werden nur angegeben, soweit vergeben. In dieser Spalte kann sich folgendes Icon  befinden, dies führt zu Angaben zu diesem Baudenkmal bei Wikidata.
- Ausweisungsart: Die Einordnung des Denkmales nach § 2 Abs. 2 DenkmSchG LSA
- Bild: Ein Bild des Denkmales, und gegebenenfalls einen Link zu weiteren Fotos des Kulturdenkmals im Medienarchiv Wikimedia Commons. Wenn man auf das Kamerasymbol klickt, können Fotos zu Kulturdenkmalen aus dieser Liste hochgeladen werden: